# Oratoire Preziosissimo Sangue
L'oratoire Preziosissimo Sangue (en français : oratoire du Plus-Précieux-Sang) est une église romaine située dans le rione de Monti sur la via San Giovanni in Laterano.

## Historique
L'oratoire a été construit au XIXe siècle comme maison des pauvres avant d'être alloué en 1860 aux nonnes âgées comme maison de retraite et hôpital en raison de la proximité de l'hôpital San Giovanni. De nos jours, l'oratoire est confié aux adoratrices du Sang du Christ et est devenu un lieu de culte annexe de l'église Santi Marcellino e Pietro al Laterano.

## Architecture

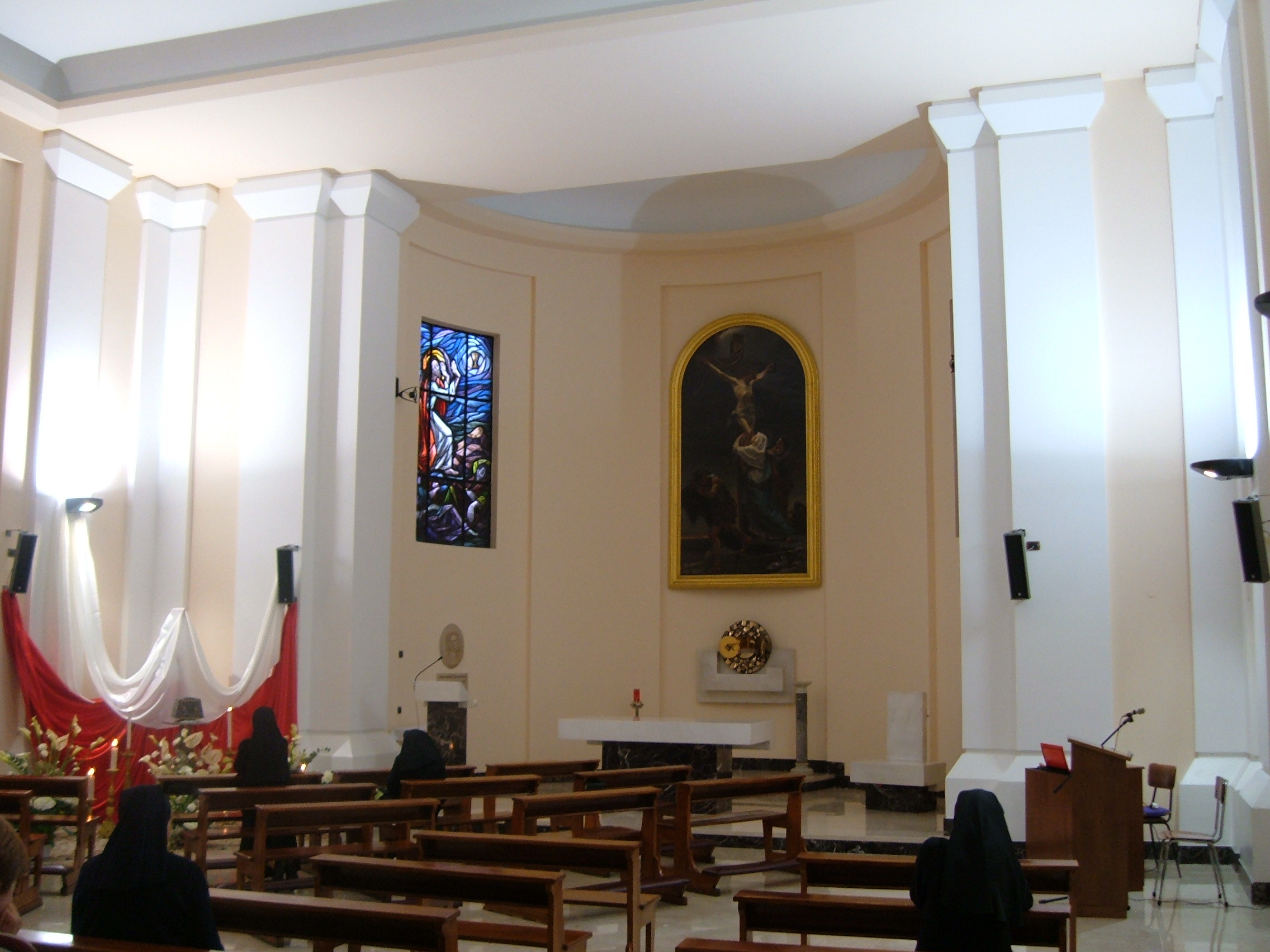
Intérieur de l'oratoire

## Source
- Le Chiese di Roma, de C. Rendina, éditeurs Newton & Compton, Milan 2000, p. 315